# Ted Ponjee
Ted Ponjee (De Bilt, 12 oktober 1953 – Soest, 4 februari 2002) was een Nederlands componist, muziekpedagoog en saxofonist.

## Levensloop
Ponjee studeerde van 1973 tot 1978 bij Ed Bogaard saxofoon aan het Utrechts Conservatorium en aan hetzelfde instituut vanaf 1976 compositie bij Joep Straesser, welke hij in 1983 afrondde met de Prijs voor compositie. Hij was bepaalde tijd werkzaam als docent, maar focusseerde zich later op het componeren. Hij schreef naast kamermuziek (strijk-, klarinet- saxofoon- en fluitkwartet(ten)), werken voor blaasorkesten ook voor zijn mentor Ed Bogaard een saxofoonconcert The square world.
Hij zelf vatte zijn muzikale stijl als volgt samen: Vanuit het harmonische (verticale) en melodische (horizontale) samenhang, wordt getracht een herkenbare eenheid in thematiek te creëren, van waaruit afwisselend procesmatig en impulsief het muzikale verloop verder wordt uitgebouwd. In diverse composities wordt gebruikgemaakt van moderne speeltechnieken en kwarttonen in harmonieën.
Ted Ponjee is de zoon van verzetsstrijdster Zus Boerma-Derksen en de vader van schrijfster Olga Ponjee.

## Composities

### Werken voor orkest
- 1984 The square world, concert voor altsaxofoon en orkest

### Werken voor harmonie- en fanfareorkest
- 1980 Unendlich sinfonisch, voor harmonieorkest
- 1980 Con le guancie gonfiate, voor fanfareorkest
- 1986 Lightning and fire-brigade music, voor fanfareorkest
- 1988 Ballonne dansen, voor 20 blazers, piano en contrabas

### Vocale muziek
- 1989 rev.1990 Cinco poemas (Vijf gedichten), voor sopraan en klarinetkwartet (esklarinet, 2 klarinetten in bes en basklarinet) (opgedragen aan: Hilda Marina Vasquez)

### Kamermuziek
- 1981 Saxual songs, voor altsaxofoon en piano
- 1983 Four saxes, voor saxofoonkwartet
- 1983 The looping sonata, voor hoorn en klavecimbel
- 1983 The second looping sonata, voor hoorn en piano
- 1985 Invisible sounds, voor fluitkwartet
- 1986 Third themes, voor basklarinet en marimba/vibrafoon
- 1986-1991 Autumn themes II, voor altsaxofoon en marimba
- 1987 Monument of light - strijkkwartet nr. 1 (gecomponeerd voor het "Gaudeamus Strijkkwartet")
- 1987-1991 Monument of light, voor saxofoonkwartet
- 1988 Sketches from Invisible sounds, voor saxofoonkwartet (gecomponeerd op het verzoek van het "Amsterdams Saxofoonkwartet")
- 1988 The man from ..., voor altfluit solo
- 1988 Autumn themes, voor hoorn en piano
- 1990 Fiction music, voor gitaar en klavecimbel

### Werken voor klavecimbel
- 1985 The female modes